# Krielenier
Een krielenier is iemand die krielhanen houdt en daarmee deelneemt aan hanenkraaiwedstrijden.

## Begrip
De term krielenier wordt algemeen gebruikt in de tijdschriften van de officiële bond AKRIBO (Algemene KRIieleniersBOnd) en de A.K.V.B. (Algemeen Kraaihanenverbond van België). Ook door  Verkrali (VERbroedering van KRAaihanenLIefhebbers) werd de term gebruikt. 

## Kraaiwedstrijden met krielhaantjes
De krielenierssport, is een volksgebruik of volksvermaak  dat vooral in West- en Oost-Vlaanderen bestaat. 

### Geschiedenis
De geschiedenis van het hanenzetten gaat zeker terug tot het einde van de 19de eeuw. Geschreven documenten over herbergleven in Pittem vermelden al hanenzettingen in 1892. Omstreeks 1900 stonden hanenkraaiwedstrijden als attractie geprogrammeerd bij ornithologische congressen in Antwerpen en Brussel. Omstreeks 1955 werd de liefhebberij gestructureerd met de oprichting in  West-Vlaanderen van het Algemeen Kraaihanenverbond van België vzwd (A.K.V.B.) met zetel te Eernegem en verenigingstijdschrift De Krielhaan, naast de pas in 2007 opgedoekte Algemene Krieleniersbond A.KRI.BO. met eerste zetel te Rumbeke en tijdschriftenDe Krielenier en later De Kraaier. In de jaren 1960 werden er in West-Vlaanderen tijdens de winter elke zondagvoormiddag op 80 tot 100 verschillende plaatsen wedstrijden georganiseerd en waaraan 2000 tot 3000 hanen deelnamen.
In de jaren 1950 en 1960 kwamen kraaiwedstrijden ook nog voor op sommige plaatsen in Belgisch- en Nederlands Limburg.  Tegenwoordig wordt het volksgebruik in Vlaanderen nog beoefend in het gewest rond Ardooie, Koekelare, Moere en omstreken, en in de streek van Kruishoutem, Zingem en Kanegem. Verder in verschillende regio's in Limburg en Vlaams-Brabant.

### Spelregels
In Belgisch Limburg en Nederland worden in bepaalde regio's andersoortige hanenkraaiwedstrijden georganiseerd. Waar in Vlaanderen de haan wint met het meest aantal kraaien in één uur, gaat het daar om voorspellingswedstrijden, waarbij de eigenaar vooraf voorspelt hoe vaak zijn haan zal kraaien in een half uur. In die wedstrijden wordt gespeeld met hanen die minder vaak kraaien.

### Immaterieel cultureel erfgoed
Hanenkraaiwedstrijden werden in 2011 door het Vlaams Gewest erkend als Vlaams Immaterieel Cultureel Erfgoed.  
Bronnen :  
www.bloggen.be/krieleniers     